# Banco Global de Sementes de Svalbard

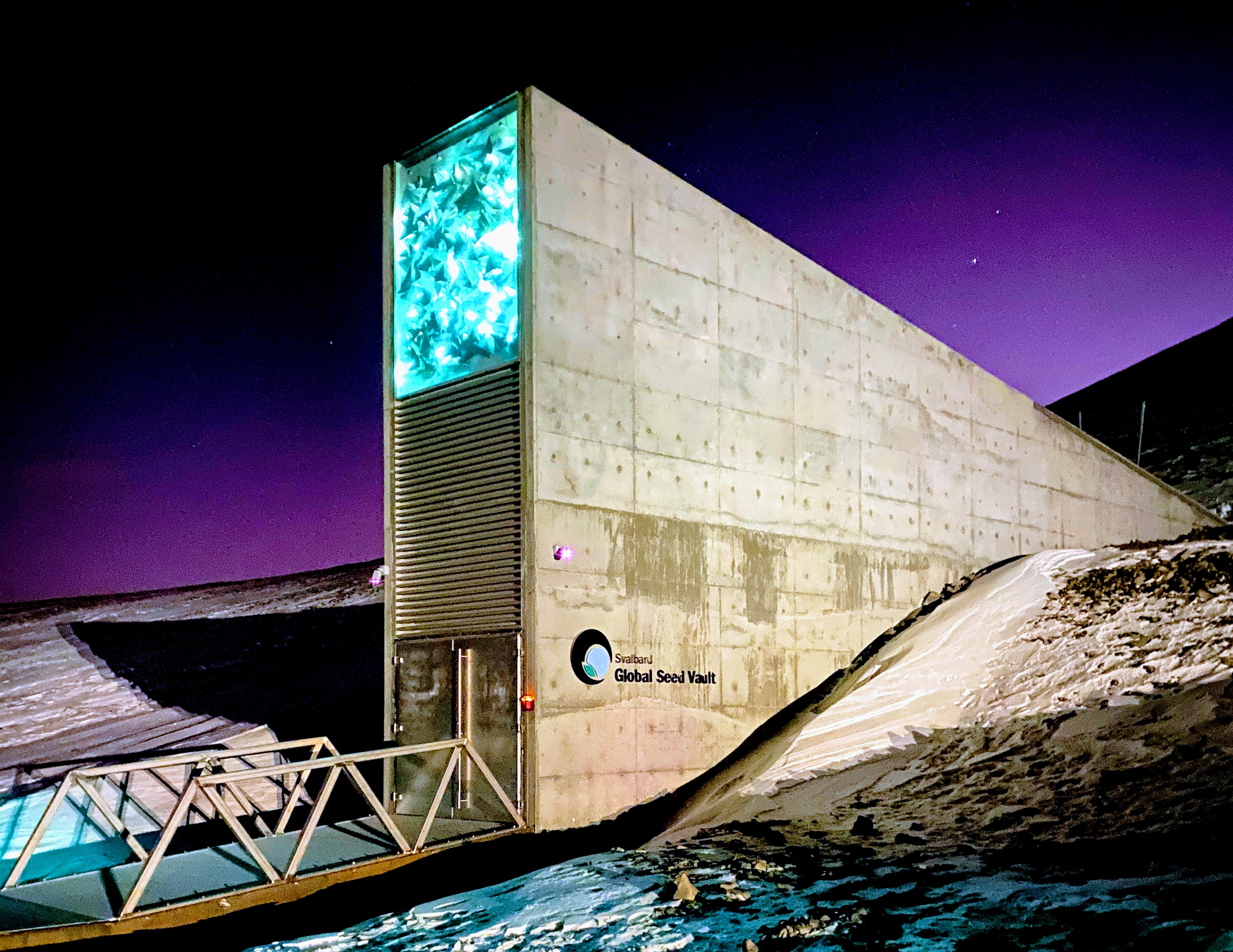
Svalbard Global Seed Vault

O Banco Global de Sementes de Svalbard (em inglês: Svalbard Global Seed Vault), também conhecido como o Cofre do Fim do Mundo, é uma instalação localizada em uma montanha na ilha de Spitsbergen, no arquipélago de Svalbard, na Noruega. Foi criado com o objetivo de funcionar como um repositório global para preservar a diversidade genética das culturas alimentares do planeta, servindo como reserva de segurança caso bancos de sementes locais sejam perdidos por catástrofes naturais, guerras ou mudanças climáticas extremas.

## História
O projeto foi idealizado na década de 2000 como uma medida preventiva para proteger a biodiversidade agrícola global. A construção começou em 2006 e o banco foi oficialmente inaugurado em 26 de fevereiro de 2008. O governo da Noruega financiou o projeto, em parceria com a organização internacional Crop Trust e o Nordic Genetic Resource Center (NordGen), responsável pela operação técnica.

## Localização e estrutura
O banco está localizado a cerca de 1.300 quilômetros do Polo Norte, dentro de uma montanha de arenito a 120 metros de profundidade. A região foi escolhida por sua estabilidade geológica, baixa atividade sísmica, clima frio e remoto, além da presença de permafrost, que ajuda a manter as sementes congeladas naturalmente.
A temperatura dentro do cofre é mantida a -18 °C, considerada ideal para a conservação de sementes por longo prazo. A instalação é projetada para resistir a desastres naturais e ações humanas, como guerras ou sabotagem.

## Funcionamento
O Banco de Sementes de Svalbard não é um banco genético ativo. Ele não distribui sementes, mas funciona como uma espécie de "backup". Os países e instituições que enviam sementes continuam sendo seus proprietários e podem recuperá-las quando necessário.
As sementes são armazenadas em pacotes herméticos dentro de caixas metálicas, organizadas em estantes. Cada amostra é uma duplicata de coleções existentes em bancos genéticos nacionais e internacionais.

## Importância
O cofre tem como função proteger a biodiversidade das plantas cultivadas pela humanidade. Essa diversidade é essencial para o desenvolvimento de cultivares resistentes a pragas, doenças, mudanças climáticas e outros desafios agrícolas. O cofre é também uma medida preventiva contra a perda de espécies vegetais que poderiam ser cruciais para a segurança alimentar do futuro.

## Casos notáveis
Em 2015, foi feita a primeira retirada de sementes do cofre. Pesquisadores sírios solicitaram amostras que haviam sido depositadas antes da guerra civil, para restaurar uma coleção perdida no banco de Aleppo.

## Dados atuais
Até 2025, o banco já armazenava mais de 1,2 milhão de amostras de sementes, representando milhares de espécies de plantas de mais de 100 países. Sua capacidade máxima é de cerca de 4,5 milhões de amostras.

## Curiosidades
- O banco é apelidado de "Cofre do Juízo Final" por seu papel estratégico em cenários extremos.
- A entrada da instalação é decorada com uma obra de arte chamada *Perpetual Repercussion*, que reflete luz solar e auroras boreais.
- O local já inspirou documentários, reportagens e obras de ficção científica.